# Planalto da Borborema
Planalto da Borborema är en platå i Brasilien. Den ligger i den östra delen av landet, 1 500 km nordost om huvudstaden Brasília.